# The Lord of Steel
The Lord of Steel címmel jelent meg az amerikai Manowar heavy metal együttes 12. albuma, amely 2012. június 16-án vált hozzáférhetővé. Az albumot digitális formában lehet letölteni, valamint a brit Metal Hammer CD mellékleteként is be lehet szerezni. Az album hagyományos kereskedelmi/gyári formátuma csak 2012 szeptemberétől fog megjelenni.
Az album elkanyarodást hozott magával az előző Gods of War szimfonikus világához képest, és leginkább a Louder Than Hell erőteljes és egyszerű stílusával mutat hasonlóságot. Elsőként az El Gringo című számot tették közzé, amely az azonos című akciófilmben is szerepel.

## Számlista
Minden dalt Joey DeMaio írt.
1. The Lord of Steel – (4:07)
2. Manowarriors – (4:46)
3. Born in a Grave – (5:47)
4. Righteous Glory – (6:10)
5. Touch the Sky – (3:49)
6. Black List – (6:58)
7. Expendable – (3:10)
8. El Gringo – (4:57)
9. Annihilation – (4:00)
10. Hail Kill and Die – (3:56)

## Közreműködők
- Eric Adams - ének
- Karl Logan - gitár, billentyűs hangszerek
- Joey DeMaio - basszusgitár, billentyűs hangszerek
- Donnie Hamzik - dob